# Valle de Ravi
Valle de Ravi (en inglés: Ravi Vallis) es un antiguo canal de salida, cuya fuente se origina en la depresión Aromatum Chaos, y está situado en el extremo oriental de Xanthe Terra, en la región del cuadrilátero Margaritifer Sinus (MC-19) de Marte, ubicada a 0,2°S 40,7 °O . El canal de salida de Ravi Vallis tiene 205,5 km (127,7 millas) de largo y comienza en el extremo noreste de la depresión Aromatum Chaos. El canal está orientado en dirección este y, más abajo, Ravi Vallis se divide en dos; un canal norte más grande y un canal sur más pequeño, y finalmente se trunca por una falla que se encuentra en el margen occidental de la depresión Hydraotes Chaos. Ravi Vallis recibió su nombre del río Ravi, un antiguo río indio.
Se cree que el canal de salida de Ravi Vallis y la depresión profunda vecina en Aromatum Chaos fueron causados por interacciones volcánicas-hielo debajo de la superficie, que perforaron un acuífero subterráneo. Esto liberó grandes cantidades de agua, provocando un catastrófico evento de inundación, con una velocidad estimada de entre 10 y 25 ms-1. Se cree que las tasas de descarga del canal de salida de Ravi Vallis oscilaron entre un máximo de ~30 × 106 m³ s−1 después del comienzo de la inundación, a menos de 10 × 106 m³ s−1 en sus etapas posteriores. Se cree que la inundación duró entre 2 y 10 semanas, con un volumen de agua total mínimo estimado en el rango de 11.000 a 65.000 km³.
Se sabe que el vulcanismo intermitente y las inundaciones relacionadas, como la que ocurrió en Ravi Vallis, ocurrieron en otras regiones de Marte, como en Kasei Valles, y Mangala Valles.